# 朝鮮総督府法務局
朝鮮総督府法務局（ちょうせんそうとくふほうむきょく）は、朝鮮総督府に置かれた内部部局。朝鮮における司法事務を管掌した。
本項では、前身となる統監府司法庁・朝鮮総督府司法部についても述べる。

## 沿革
1909年（明治42年）6月、大韓帝国の司法・監獄業務が日本に委託された。10月公布の統監府司法庁官制（勅令第242号）により、11月1日に統監府司法庁（長は司法庁長官）が設置された。
1910年（明治43年）10月1日、韓国併合にともない朝鮮総督府が設置されると、独立官庁であった司法庁は総督府司法部となった。1919年（大正8年）8月20日、法務局に改められた。

## 機構
1941年（昭和16年）9月1日現在。
- 法務局
  - 刑事課
  - 民事課
  - 行刑課

関連する総督府所属官署として、裁判所（高等法院・覆審法院・地方法院）・検事局・刑務所・保護観察所・予防拘禁所・刑務練習所などがあった。

## 歴代局長
| 氏名                 | 在任期間                                               | 備考                  |
| 統監府司法庁長官     | 統監府司法庁長官                                       | 統監府司法庁長官      |
| -------------------- | ------------------------------------------------------ | --------------------- |
| 倉富勇三郎           | 1909年（明治42年）11月1日 - 1910年（明治43年）9月30日  | 法学博士 男爵         |
| 朝鮮総督府司法部長官 |                                                        |                       |
| 倉富勇三郎           | 1910年（明治43年）10月1日 - 1913年（大正2年）9月20日   |                       |
| 秋山雅之介           | 1913年（大正2年）9月23日 - 1913年（大正2年）10月23日   | 臨時事務取扱 法学博士 |
| 国分三亥             | 1913年（大正2年）10月23日 - 1919年（大正8年）8月20日   | 兼務                  |
| 朝鮮総督府法務局長   |                                                        |                       |
| 国分三亥             | 1919年（大正8年）8月20日 - 1919年（大正8年）12月25日   |                       |
| 横田五郎             | 1919年（大正8年）12月25日 - 1923年（大正12年）4月8日   |                       |
| 松寺竹雄             | 1923年（大正12年）4月8日 - 1929年（昭和4年）10月30日   |                       |
| 深沢新一郎           | 1929年（昭和4年）10月30日 - 1932年（昭和7年）1月30日   |                       |
| 笠井健太郎           | 1932年（昭和7年）1月30日 - 1934年（昭和9年）10月2日    |                       |
| 増永正一             | 1934年（昭和9年）10月2日 - 1937年（昭和12年）11月10日  |                       |
| 宮本元               | 1937年（昭和12年）11月10日 - 1943年（昭和18年）1月28日 |                       |
| 早田福蔵             | 1943年（昭和18年）1月28日 -                            | 日本統治下最後の局長  |